# フリッグ
フリッグ（古ノルド語: Frigg）は、北欧神話に登場する愛と結婚と豊穣の女神。

## 概要

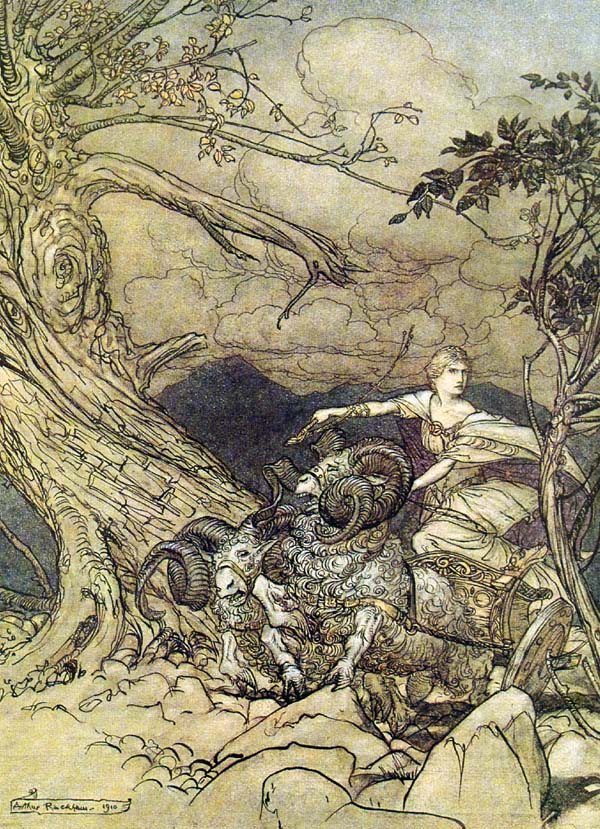
アーサー・ラッカムが描いた、ワーグナーの楽劇『ワルキューレ』でのフリッカ（フリッグに相当）。

主神オーディンの妻でバルドルの母。最高位の女神。オーディンと共に玉座フリズスキャールヴに座す権利を持つ。フィヨルギンの娘。優れた予言の能力を持っているが決して口にすることはない。ロキの悪意によって息子バルドルを失う。
フリッグという名は古ノルド語形で、ドイツ語ではフリッカ(Fricka)、古英語形ではフリー(Frig)という。
英語で金曜日を意味するFridayは、フリッグの日という意味（フレイヤの日という解釈もある）。フリッグが愛の女神という点でローマ神話のウェヌスと同一視されたためである。
『古エッダ』の『巫女の予言』ではフリッグの別名「フリーン(Hlín)」が出てくる。「フリッグの喜び（オーディン）が狼に倒される時フリーンを2番目の悲しみ（1度目はバルドルの死）が襲う」といわれている。女神フレイヤはこの別名フリーンと名前が似ておりそれぞれの夫（オーズ、オーディン）も名前が似ていることから2人が同一視されることがある（詳しくはオーズを参照のこと）。奔放で派手なフレイヤとは正反対の物静かな賢母である。フレイヤと同じく、セイズという魔術に長け、身にまとうと鷹に変身して空を飛べる鷹の羽衣を持ち、黄金に対しての欲は凄まじいものがある。フリッグはヘルが支配する死者の国に入る能力を有しておらず、シュメール神話のイナンナに似た豊穣の女神であった。彼女の持つ鍵は家事労働の象徴である。
神話中ではバルドルの保護や復活に奔走したりと良き母としての描写が見られるが、『誌のエッダ』の『グリームニルのことば』ではオーディンとその養子を仲違いさせ、オーディンが拷問を受けるよう仕向けたり、オーディンが長く国を空けた際には彼の兄弟たちと関係を持ったこともあるなど、夫との対立が見られる。また、『デンマーク人の事績』では黄金の首飾りを作るために召使いと関係を持ち、オーディンを模った黄金の神像を破壊したこともある。これに関してオーディンはショックを受け、彼女の死後まで国に戻らなかった。
またフリーンという名前の女神が別にいてフリッグの侍女だとされている（詳しくはフリーンを参照のこと）。その他の侍女は、フッラとグナーがいる。
フリッグの宮殿はフェンサリルといい、喩えようもなく豪華な場所だという。

## 備考
1862年に発見された小惑星には、彼女に由来する「フリガ (77 Frigga)」という名がつけられている。